# غارث وود
غارث وود (بالإنجليزية: Garth Wood)‏ (13 يونيو 1978 بسيدني في أستراليا - ) هو لاعب دوري الرغبي وملاكم أسترالي.

## إحصائيات
خاض خلال مسيرته 17 نزالا، فاز في 12 وتعادل في 1 وخسر في 4. فاز بالضربة القاضية في 6 نزالات.

## روابط خارجية
- غارث وود على موقع بوكس ريك (الإنجليزية) (registration required)